# Скригнатка рожевочерева
Скригнатка рожевочерева (Passerina rositae) — вид горобцеподібних птахів родини кардиналових (Cardinalidae).

## Назва
Видова назва rositae дана на честь дружини швейцарського натураліста Франсуа Суміхраста, який зібрав типові зразки птаха.

## Поширення
Ендемік Мексики. Вид має невеликий ареал на тихоокеанських схилах Теуантепека на південному сході Оахаки і півдні Чіапасу. Мешкає у посушливих і напівпосушливих тернових лісах, вологих галерейних і болотяних лісах на висотах від 180 до 800 м над рівнем моря.

## Опис
Дрібний птах завдовжки від 13,5 до 14,5 см і вагою від 19,5 до 20,5 г. У самця верхня частина тіла темно-блакитного кольору, лише верхіка голови пурпурно-блакитна. Його підборіддя сірувате, горло і груди блакитні, а черево і підхвістя рожеві. Голова і верхня частина самиці сіро-коричневі з блакитним відтінком на крупі. Її нижня сторона рожево-бура, коричневіша на горлі і стає блідішою до низу живота.

## Спосіб життя
Трапляється поодинці або парами. Годується насінням та плодами.